# Ла-Валле (провінція Больцано)
Ла-Валле (італ. La Valle) — муніципалітет в Італії, у регіоні Трентіно-Альто-Адідже,  провінція Больцано.
Ла-Валле розташована на відстані близько 530 км на північ від Рима, 90 км на північний схід від Тренто, 50 км на схід від Больцано.
Населення — 1338 осіб (2014).

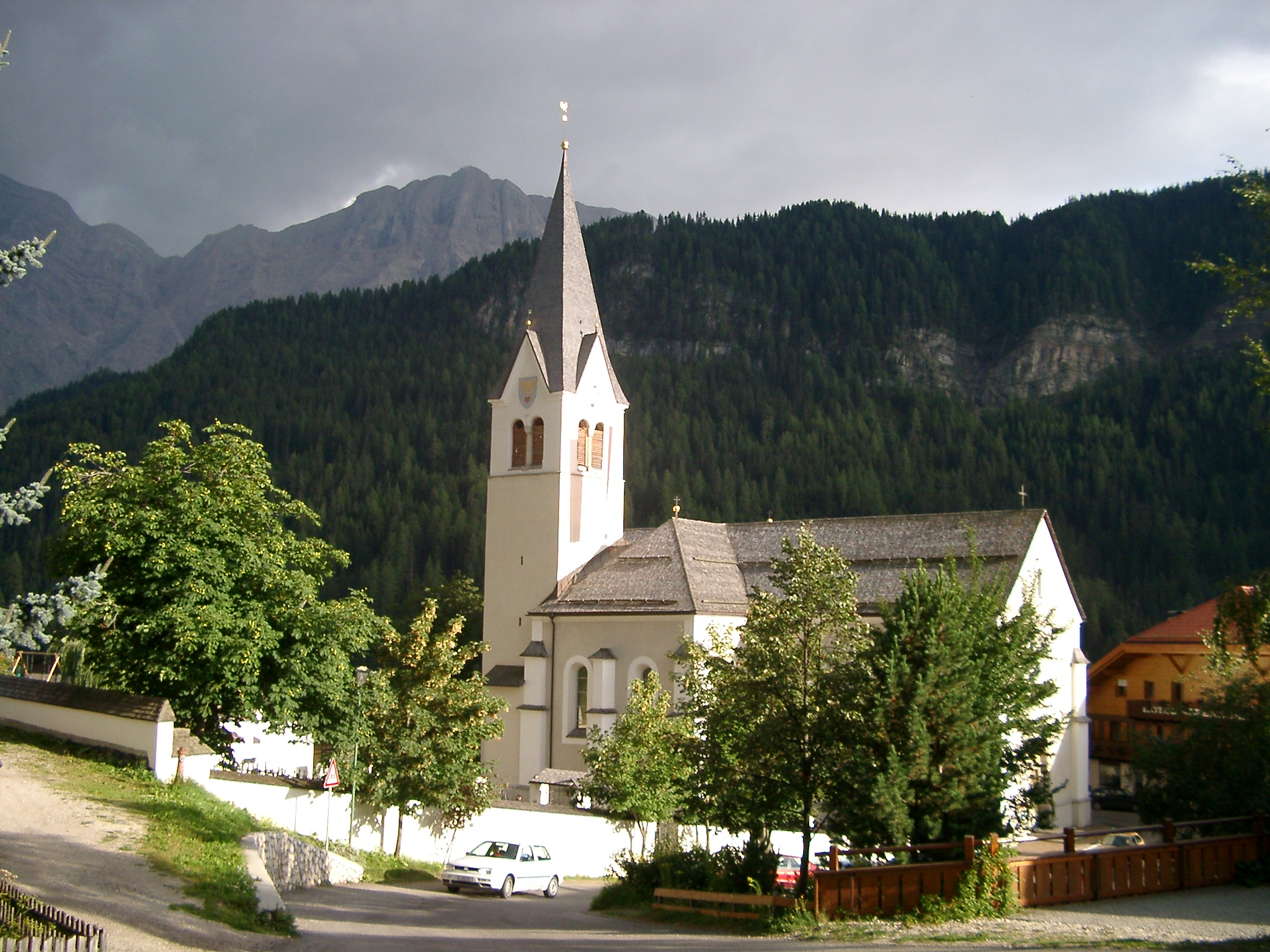

Щорічний фестиваль відбувається 25 серпня. Покровитель — San Genesio.

## Демографія
Населення за роками:

Станом на 1 січня 2023 року в муніципалітеті офіційно проживало 38 іноземців з 14 країн, серед них 16 громадян країн Євросоюзу та 7 громадян України.

## Сусідні муніципалітети
- Бадія
- Мареббе
- Сан-Мартіно-ін-Бадія